# Sokotrasegler
Der Sokotrasegler (Apus berliozi) ist eine Vogelart aus der Familie der Segler. Er kommt in zwei Unterarten auf Sokotra und in Somalia vor.

## Merkmale
Der Sokotrasegler hat eine Länge von 16 Zentimetern. Das Männchen erreicht ein Gewicht von 37,5 Gramm, das Weibchen ein Gewicht von 40 Gramm. Das Gefieder ist einfarbig braun abgesehen von einem großen weißen Kehlfleck. Hinsichtlich der Gefieder-, Stirn- und Zügelfärbung ähnelt er dem Fahlsegler. Er ist jedoch dunkler mit einem weniger auffälligen Sattel und mit einem fettigen Glanz an Handschwingen, Armschwingen und mittleren Oberflügeldecken. Die Unterart A. b. bensoni ist dunkler und brauner als die Nominatform von Sokotra. Darüber hinaus ist der Kehlfleck runder, die Unterseite ist weniger markiert und die Stirn ist dunkler.

## Lebensraum
Der Sokotrasegler bewohnt häufig trockene Landschaften. Auf Sokotra ist er in unterschiedlichen Lebensräumen anzutreffen, die auch urbane Areale mit einschließen. Im Gebirge kommt er in Höhenlagen von 700 bis 1200 m vor. Er brütet an Küsten bevorzugt in Höhlen und an Klippen. Bei der Nahrungssuche ist er auf festen Sanddünen zu beobachten. In seinem Überwinterungsgebiet in Kenia sieht man ihn über Flachlandküstenwäldern.

## Verbreitung
Die Unterart A. b. berliozi brütet im Haijhir-Gebirge auf Sokotra. Die Unterart A. b. bensoni hat ihr Brutgebiet bei Hal Hambo, Somalia und überwintert in Kenia, insbesondere in Arabuko-Sokoke und in den Gede-Wäldern südlich der Diani, Gazi und Shimba Hills.

## Lebensweise
In Somalia ist die Brutzeit von März bis September, auf Sokotra Mitte Mai. Der Sokotrasegler brütet in Kolonien. Das napfenförmige Nest wird an den Decken von Höhlen errichtet. Es hat eine Breite von 110 bis 130 mm und eine Tiefe von 30 bis 60 mm. Gepolstert wird es mit trockenem Seegras. Das Gelege besteht aus zwei Eiern. Der Sokotrasegler ist in Schwärmen zwischen 10 und 200 Individuen zu beobachten. Seine Nahrung besteht aus Käfern, Ameisen, Grashüpfern und Termiten.

## Status
Der Sokotrasegler ist häufig und wird von der IUCN als „nicht gefährdet“ (least concern) eingestuft. In seinem eingeschränkten Verbreitungsgebiet auf Sokotra wurden 1993 300 Exemplare gezählt.